# Правительство Калининградской области

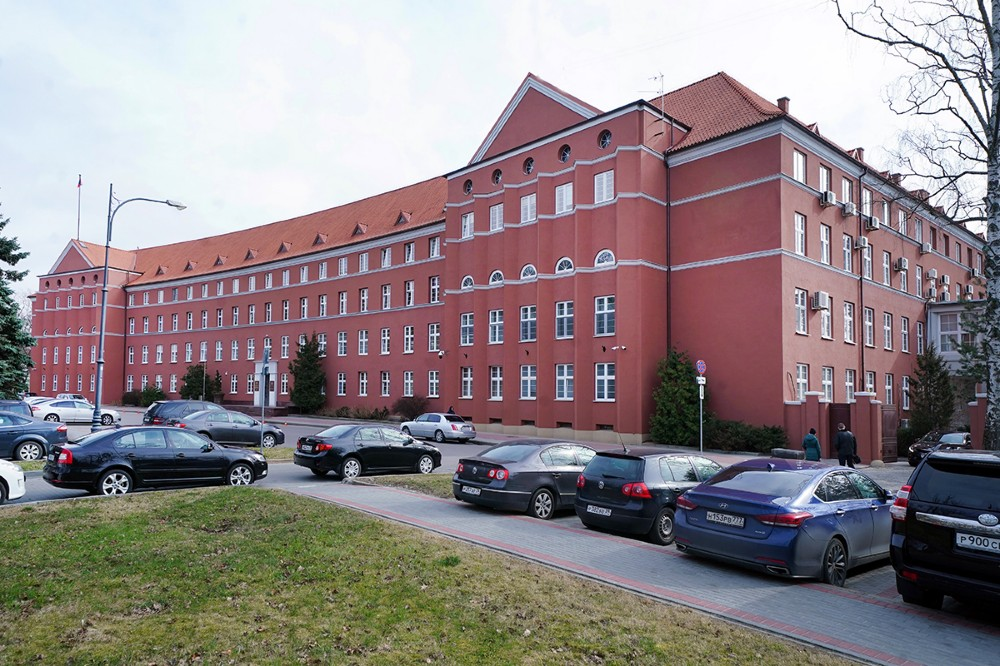
Здание правительства Калининградской области

Правительство Калининградской области — высший орган исполнительной власти в Калининградской области.

## Полномочия
Согласно ст. 38 Устава Калининградской области, правительство:
- разрабатывает и осуществляет меры по обеспечению комплексного социально-экономического развития Калининградской области, участвует в проведении единой государственной политики в области финансов, науки, образования, здравоохранения, культуры, физической культуры и спорта, социального обеспечения и экологии;
- осуществляет в пределах своих полномочий меры по реализации, обеспечению и защите прав и свобод человека и гражданина, охране собственности и общественного порядка, противодействию терроризму и экстремизму, борьбе с преступностью;
- разрабатывает для представления Губернатором Калининградской области в Калининградскую областную Думу проект областного бюджета;
- обеспечивает исполнение областного бюджета и готовит отчет об исполнении указанного бюджета для представления его Губернатором Калининградской области в Калининградскую областную Думу;
- формирует иные органы исполнительной власти Калининградской области;
- управляет и распоряжается собственностью Калининградской области в соответствии с законами Калининградской области, а также управляет федеральной собственностью, переданной в управление Калининградской области в соответствии с федеральными законами и иными нормативными правовыми актами Российской Федерации;
- вправе предложить органу местного самоуправления, выборному или иному должностному лицу местного самоуправления привести в соответствие с федеральным законодательством и (или) законодательством Калининградской области изданные ими правовые акты в случае, если указанные акты противоречат Конституции Российской Федерации, федеральным законам и иным нормативным правовым актам Российской Федерации, Уставу (Основному Закону) Калининградской области, уставным законам Калининградской области, законам и иным нормативным правовым актам Калининградской области, а также вправе обратиться в суд;
- осуществляет иные полномочия, установленные федеральными законами, Уставом (Основным Законом) Калининградской области и законами Калининградской области, актами Президента Российской Федерации и Правительства Российской Федерации, договорами о разграничении предметов ведения и полномочий между органами государственной власти Российской Федерации и органами государственной власти Калининградской области, а также соглашениями с федеральными органами исполнительной власти, предусмотренными статьей 78 Конституции Российской Федерации;
- наделяет полномочиями по осуществлению соответствующих функций возглавляемые им органы исполнительной власти Калининградской области.

## Состав
- Беспрозванных Алексей Сергеевич, Губернатор Калининградской области
- Елисеев Сергей Владимирович, Первый заместитель Председателя Правительства – Полномочный представитель Губернатора в Законодательном Собрании Калининградской области
- Камчатный Сергей Сергеевич, Руководитель аппарата Правительства
- Баринов Илья Александрович, Заместитель Председателя Правительства
- Дараселия Леван Шотаевич, Заместитель Председателя Правительства - министр цифровых технологий и связи
- Ищенко Наталья Сергеевна, Заместитель Председателя Правительства – министр спорта
- Рольбинов Александр Семенович, Заместитель Председателя Правительства
- Иванов Артем Игоревич, Министр сельского хозяйства
- Черномаз Сергей Валерьевич, Министр строительства и жилищно-коммунального хозяйства
- Кукушкина Евгения Алексеевна, Министр развития инфраструктуры
- Лесикова Вероника Юрьевна, Министр экономического развития, промышленности и торговли
- Ермак Андрей Викторович, Министр по культуре и туризму
- Сергеев Андрей Сергеевич, Министр по муниципальному развитию и внутренней политике
- Майстер Анжелика Валерьевна, Министр социальной политики
- Порембский Виктор Ярославович, Министр финансов
- Серая Елена Борисовна, Министр регионального контроля (надзора)
- Трусенева Светлана Сергеевна, Министр образования
- Мусевич Анна Сергеевна, Министр молодежной политики

## Представитель вСовете ФедерацииФедерального Собрания
1. Ткач Олег Поликарпович — полномочия признаны 22 января 2004 г. — истекают в сентябре 2022 г.
2. Шендерюк-Жидков Александр Владимирович ― полномочия признаны 16 сентября 2022 г.